# 孙孝哲
孫孝哲（？—759年3月25日），唐朝時契丹人，安祿山部將。
孫孝哲的母親頗有姿色，只因生性淫荡，與安祿山私通，孙孝哲因母亲是安禄山的情妇，因此得以親近於安祿山並受寵信，成为其心腹，孙孝哲长得俊美，皮肤白凈，身長七尺，體格高大強健有謀略。安祿山曾在側門等待上朝召見，衣帶忽然斷裂，安祿山不知所措，孫孝哲親自拿著針線為安祿山縫補，安祿山因此大悅。安祿山體格魁大，不是孫孝哲縫製的衣服沒辦法穿得合適，天寶末年，任官至大將軍。
安祿山叛亂僭位自稱大燕雄武皇帝後，授孫孝哲為殿中監、閑廄使，又封為王爵，與嚴莊在安祿山前爭寵並互有磨擦。孫孝哲受安祿山重用辦事，僅次於嚴莊，日常生活服飾及車馬非常豪奢，飲食也是各種珍饈陳列於前。
孫孝哲個性殘忍敢於殺戮，有聽聞的人都對他感到畏懼。安祿山攻下長安後，任命孫孝哲與張通儒一同守備長安，孫孝哲便在長安展開屠殺，殺害王妃、公主等以及唐朝宗室子弟一百餘人，又窮追誅殺楊國忠、高力士的黨羽以及抵抗份子等人，死者無法估算，長安城內斬首斷肢遍佈街道。
安祿山死後，嚴莊褫奪孫孝哲的職權移交給鄧季陽。安慶緒在新店之戰潰敗逃亡，嚴莊畏懼孫孝哲會報復，便投降唐朝。史思明在鄴城之戰擊退唐朝軍隊後，不久就將安慶緒及其四個弟弟、孫孝哲、崔乾祐、高尚一同縊殺絞死。

## 延伸阅读
[在维基数据编辑]
 《舊唐書·卷200上》，出自刘昫《舊唐書》
 《新唐書·卷225上》，出自《新唐書》